# 비바 챔피언
<비바 챔피언>은 대한민국의 여성 싱어송라이터 장덕에 의해 작사 · 작곡된 곡이다. 장덕의 컴필레이션 음반 《이런게 아니었는데》의 TAPE 음반에서 B면 7번 트랙으로 수록되어 발표되었다. LP 음반에서는 수록되어 있지 않다.

## 배경
88 서울 올림픽을 앞두고 대한민국의 전 국민을 대상으로 한 서울올림픽 주제가 공모가 있자 이를 위해 장덕이 만들고 발표한 곡이다. 당시 여러 가수들이 서울올림픽 주제가로 사용될 곡을 발표하였지만 김연자의 <아침의 나라에서>가 공식 올림픽 주제가로 뽑혔다. 하지만, 올림픽 개막을 몇 달 앞두고 우리 취향보다는 손님 취향에 맞추어야 한다는 비판이 있어 최종적으로는 세계적으로 유명한 이태리 출신의 작곡가 조르지오 모로더에게 급히 의뢰해 곡을 사왔고 유럽에서 인지도가 높은 한인 밴드 코리아나가 부르게 하였는데, 그 곡이 바로 <Hand In Hand>다.